# Planetary Resources
Planetary Resources è stata un'azienda statunitense, che si poneva l'obiettivo di sviluppare tecnologie per lo sfruttamento minerario degli asteroidi. Fondata nel 2009 come Arkyd Astronautics, ha preso nome Planetary Resources nel 2012; nel 2018 è stata chiusa dopo che i suoi dipendenti sono stati rilevati dalla ConsenSys.
Nel corso della sua attività ha sviluppato due satelliti artificiali, l'Arkyd 3 Reflight e l'Arkyd 6, lanciati rispettivamente nel 2015 e nel 2018. Entrambi i satelliti avevano lo scopo di testare dei sistemi di propulsione.